# Химик (футбольный клуб, Тольятти)
«Химик» — советский футбольный клуб из Тольятти. Основан в 1964 году. В 1970 году «Химик» был преобразован в футбольный клуб «Торпедо» Тольятти. На региональном уровне клуб продолжил существовать под названием «Труд».

## Названия
- 1964—1968 «Труд»
- 1969 «Химик»

## Достижения
- 11-е место в зональном турнире класса «Б» (1966).
- Кубок СССР — 1/4 зонального финала (1967/68).

## Статистика выступлений
| Сезон   | Класс | Зона | Место    | И  | В  | Н  | П  | Мячи  | Примечание |
| ------- | ----- | ---- | -------- | -- | -- | -- | -- | ----- | ---------- |
| «Труд»  |       |      |          |    |    |    |    |       |            |
| 1965    | «Б»   | 3    | 11 из 18 | 34 | 10 | 13 | 11 | 33—25 |            |
| 1966    | «Б»   | 3    | 17 из 20 | 38 | 12 | 7  | 19 | 41—61 |            |
| 1967    | «Б»   | 3    | 15 из 20 | 38 | 9  | 15 | 14 | 24—34 |            |
| 1968    | «Б»   | 5    | 15 из 20 | 38 | 11 | 11 | 16 | 31—48 |            |
| «Химик» |       |      |          |    |    |    |    |       |            |
| 1969    | «Б»   | 4    | 15 из 18 | 34 | 9  | 9  | 16 | 15—30 |            |

## Тренеры
- Бурмистров, Пётр Петрович

## Футболисты
- Аряпов, Равиль Велимухамедович
- Старухин, Борис Петрович
- Юткин, Юрий Владимирович